# Престол славы

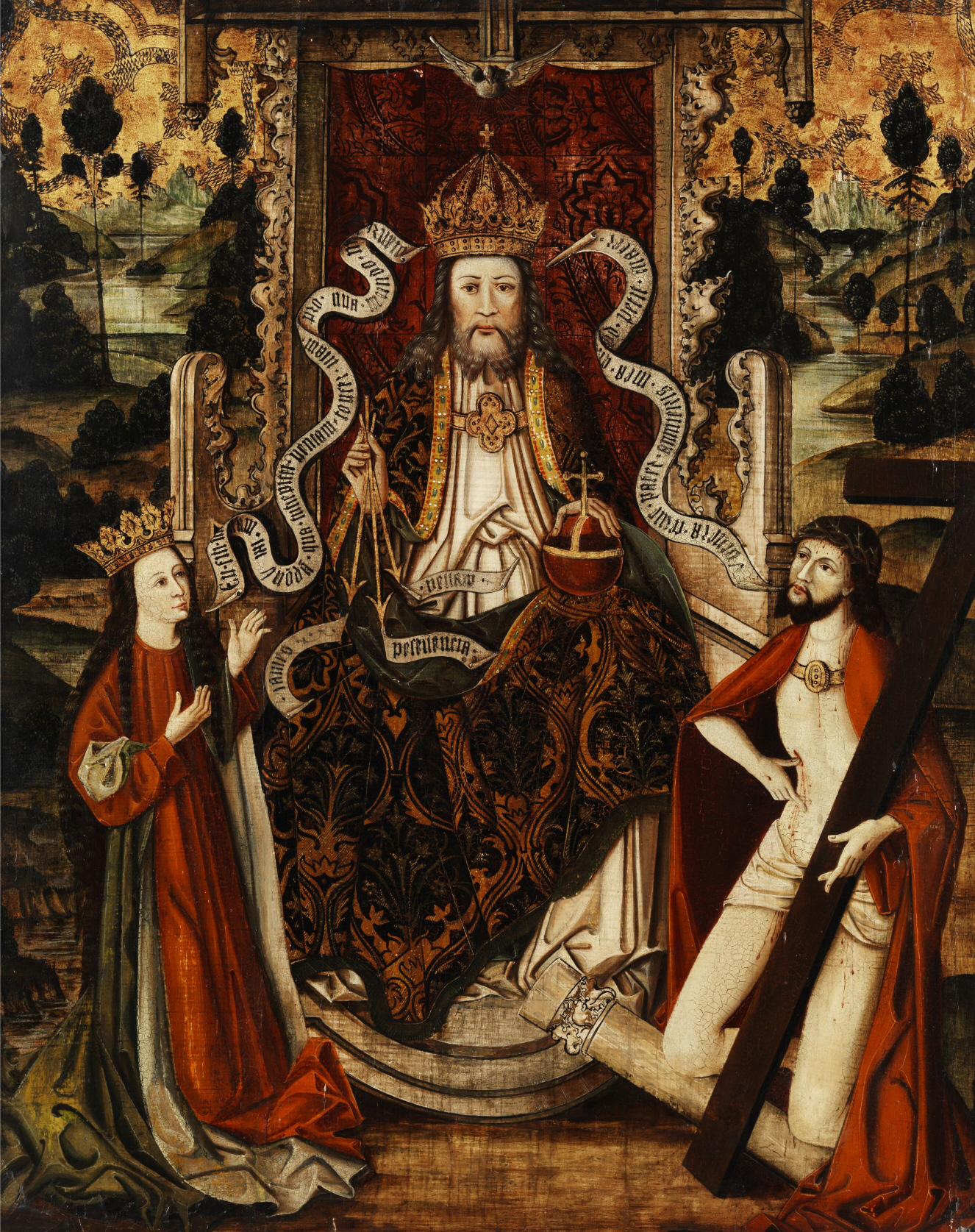
Бог-отец на престоле с Невинной Девой по правую руку и Иисусом Христом по левую (живопись конца XV века)

Престол славы (ивр. כסא הכבוד‎) — в авраамических религиях представление о том месте, откуда Бог проявляет Своё величие и славу.
В православных храмах престолом Божиим называется то возвышенное место среди алтаря, на котором сам Господь таинственно присутствует среди верующих. В Священном Писании (Послание к Колоссянам, гл. 1, ст. 16) престолами называются и святые бесплотные духи, составляющие, по Дионисию Ареопагиту, третий чин небесной иерархии.

## Танах / Ветхий Завет
Пророк Миха рассказывает царю: «Я видел Господа, сидящего на престоле Своём, и всё воинство небесное стояло при Нём, по правую и по левую руку Его» (3Цар. 22:19).
Пророк Исаия поэтически описывает одно пророческое видение: «Видел я Господа, сидящего на престоле высоком, и края риз Его наполняли весь храм; вокруг Его стояли Серафимы» (Ис. 6:1—2). Иезекиил также говорит: «И видел я вот на своде, который под главами Херувимов, как бы камень сапфир, как нечто похожее на престол» (Иез. 10:1).
В других местах пророки выражаются более конкретно о престоле славы:
- Иеремия говорит: «Престол славы, возвышенный от начала, есть место святилища нашего» (Иер. 17:12), и в будущем назовут весь Иерусалим престолом Господним (Иер. 3:17);
- другой пророк называет всю вселенную «престолом Божиим»: «Так говорит Господь: Небеса — престол Мой, а земля подножие ног Моих» (Ис. 66:1).

В устах псалмопевца Давида престол славы — это символ справедливости: «Правосудие и правота — основание престола Твоего» (Пс. 88:15).

## Агада
По мнению агадистов, престол славы находится на высшем из семи небес «arabot» (ивр. ערבות‎; Хаг., 12б); он один из семи предметов, существовавших до сотворения мира (Пес., 54а); души праведников после смерти пребывают под престолом славы (Шаб., 152б). Когда Моисей взошёл на небо получить Тору и ангелы запротестовали, Моисей испугался их, но Бог распростёр Свою славу из престола на Моисея и защитил его (Шаб., 88б).

## В каббале
Престол славы играет большую роль в позднейшей каббале. Идея о проявлении божественной славы постепенно выкристаллизовалась в каббалистическом термине «כח הצמצום והקו» (сила «контракции» и излучения). По Зогару, лик патриарха Якова выгравирован в престоле славы (Зогар, а-ויגש, 211).

## В исламе
Арш — престол славы согласно Корану; наивысшее место, которое объемлет всё сущее и находится над ним. Термин упоминается в нескольких аятах Корана (7:54, 10:3, 23:116 и др.).
Курси – ещё одно название престола славы в Коране.